# 相阿弥
相阿弥（日语：相阿弥，？—1525年），日本室町时代山水画画家之一，他充分学习中国绘画的相关技巧，形成自身独特的艺术风格。 在16世纪的日本画坛产生了极大影响力。

## 扩展阅读
Etō, Shun, Sōami•Shōkei (from the series Nihon bijutsu kaiga zenshū), Shūeisha, Tokyo, 1979.